# Schulgesundheitspflege
Die Schulgesundheitspflege hat das Ziel, Erkrankungen von Schülern vorzubeugen, sie frühzeitig zu erkennen und Wege zu ihrer Heilung aufzuzeigen (vgl. § 54 Abs. 1 Schulgesetz für das Land Nordrhein-Westfalen - SchulG). Diese Zielsetzung ist in anderen deutschen Bundesländern ähnlich.
Die grundlegende Idee der Schulgesundheitspflege im europäischen Raum ist es, die Gesundheit von Kindern in Bildungseinrichtungen frühestmöglich und nachhaltig zu bewahren und zu fördern. Schulgesundheitspfleger (School Nurses) steigern die Gesundheitskompetenz von Kindern und späteren Erwachsenen. Initiativen von School Nurses unterstützen nicht nur Schulkinder, sondern auch ihr soziales Umfeld. Langfristig lassen sich mit den Aktivitäten von School Nurses Gesundheitsausgaben reduzieren.

## Geschichte
Bevor die moderne Schulgesundheitspflege in Erscheinung trat, gab es erste neuzeitliche Ansätze einer schulischen Gesundheitslehre bzw. Schulhygiene bei Johann Amos Comenius und Joseph Furrtenbach d. J., die bereits im 17. Jahrhundert schulraumhygienische Gesichtspunkte wie Helligkeit, Sauberkeit und ausreichende Belüftung der Zimmer ansprachen. Ende des 18. Jahrhunderts forderte Johann Michael Steiner zur Vorbeugung vor Seuchenausbreitung auch eine hygienische Kontrolle von Schulen hinsichtlich Raumklima, Beleuchtung und Sauberkeit. Von Medizinern geführte schulhygienische Diskussionen wurden in größerem Umfang erst ab den 1830er Jahren geführt. Hauptaspekte der Gesundheitspflege an Schulen zwischen 1920 und 1930 waren die Seuchenbekämpfung und die Verminderung der Ansteckungsgefahr. Schulhygienische Themen des Dritten Reichs waren vor allem körperliche Ertüchtigung, Gesundheitslehre mit Rassenhygiene und Erbgesundheitspflege.

## Schulgesundheitspflege heute

### Schulgesundheitspflege international
International sind seit Jahrzehnten Schulgesundheitspfleger bzw. School (Health) Nurses hauptverantwortlich für die Kindergesundheit in Schulen zuständig. Die Qualifikation von School Nurses besteht in einer Grundausbildung in der Gesundheits- und Krankenpflege, an die sich eine meist akademische Weiterbildung (Masterdegree) anschließt. School Nurses agieren als erste Ansprech- und Vertrauenspersonen bei gesundheitlichen Fragestellungen von Schulkindern sowie deren Eltern und Lehrern. Sie vermitteln bei Bedarf zu anderen Berufsgruppen inner- und außerhalb des multiprofessionellen Schulteams weiter. Auch im deutschsprachigen Raum ist die Forcierung von Schulgesundheitspflege zu bemerken. Die Zunahme von Ganztagsschulen, Bildungszentren, Migration und Inklusion sowie die Zunahme von chronisch kranken Kindern im Schulsystem erfordern neue Lösungsansätze und Gesundheitsfachpersonal an Schulen.
In Brandenburg/Hessen (DE) erfolgte nach einer Machbarkeitsprüfung in den Jahren 2016 bis 2018 ein Pilotprojekt Schulgesundheitspflege. In Luzern (Schweiz) ist seit dem Jahr 2018 ein Pilotprojekt Schulgesundheitspflege in Umsetzung. Die Weltgesundheitsorganisation (WHO) empfiehlt den Ausbau von Schulgesundheitspflege und erstellte im Jahr 2014 in Gemeinschaftsarbeit ein Kompetenzprofil für School Nurses.

#### Schulgesundheitspflege in Österreich
Im Zuge der Gesetzesnovelle des Gesundheits- und Krankenpflegegesetzes (GuKG) des Jahres 2016 wurden für die Berufsgruppe des gehobenen Dienstes für Gesundheits- und Krankenpflege (DGKP) des Jahres 2016 neue (Kern-)kompetenzbereiche geschaffen, die mit einer Ausweitung des ursprünglichen Handlungsfeldes einhergehen. Die Grundausbildung in der Gesundheits- und Krankenpflege erfolgt demnach an Fachhochschulen und Universitäten; akademische Spezialisierungen für DGKP werden in Bereichen der Kinder- und Jugendlichenpflege, Nephrologie, Intensiv-Anästhesie, Führung und Management, in der Lehre etc. angeboten. Kernkompetenzen in der Gesundheitsförderung und Prävention ermöglichen DGKP neue und eigenständige, bereits gesetzlich verankerte Verantwortungsbereiche, wie bspw. in der Familien- und Schulgesundheitspflege.
Derzeit wird in Österreich über die Neugestaltung von Schulgesundheitspflege diskutiert. Die unzureichende gesundheitliche Versorgung der Schulkinder in Österreich wird seit Jahren von Gesundheits- und Bildungsexperten kritisiert. Das Bildungsreformgesetz des Jahres 2017 lässt einige grundlegende Fragestellungen zur professionellen Versorgung in der Schulgesundheitspflege offen. Schulgesundheitsteams, bestehend aus diversen Gesundheitsfachberufen wie z. B. Schulärzte, Gesundheits- und Krankenpflegepersonal, Schulpsychologen und Schulsozialarbeiter, sollen nach internationalem Vorbild an einigen Schulstandorten implementiert werden, um die gesundheitliche Versorgung von Schulkindern sowie deren Eltern und Lehrern zu verbessern.

## Aufgaben
Zu den pflegerischen Aufgaben im Bereich der Schulgesundheitspflege zählen:
1. Erste Hilfe
2. Ansprech-, Vertrauens- und Vermittlungsperson bzgl. gesundheitlicher Belange für Schulkinder, deren Eltern und Lehrende
3. pflegerisch-medizinische Versorgung von Schulkinder
4. und Beratung von Kinder, deren Eltern und Lehrern in gesundheitlichen Belangen
5. Gesundheitsförderung und Präventionsmaßnahmen in Schulen planen und organisieren (Gesundheits-Workshops, Vorträge,...)
6. Jährliche, periodische und fallweise Gesundenuntersuchungen (Screenings z. B. Zahngesundheit, Seh- und Hörbehinderungen, Übergewicht, Durchimpfungsrate...)
7. Gesundheitsdatenerfassung
8. Eindämmung von Infektionskrankheiten (Hygienemaßnahmen, …)[11]

Zu den ärztlichen Aufgaben in der Schulgesundheitspflege zählen insbesondere:
1. ärztliche Reihenuntersuchungen (insbesondere anlässlich der Einschulung und der Schulentlassung)
2. zahnärztliche Untersuchungen
3. ärztliche Sprechstunden für Eltern, Schüler und Lehrende
4. gesundheitsfürsorgerische Maßnahmen für Schüler (insbesondere Prävention)
5. Beratung von Lehrern in Fragen der Gesundheitspflege
6. Mitarbeit bei der Bekämpfung von übertragbaren Krankheiten

## Aufgabenwahrnehmung
Wahrgenommen werden die Aufgaben der Schulgesundheitspflege im Regelfall durch die (unteren) Gesundheitsbehörden (Gesundheitsämter) und deren Fachabteilung, dem sogenannten „Kinder- und Jugendgesundheitsdienst“ (KJGD). Diese sollen mit den Schulen und den Eltern (Erziehungsberechtigten) zusammenarbeiten.
In Nordrhein-Westfalen wird für jede Schule durch das Gesundheitsamt ein Schularzt bestellt (§ 54 Abs. 2 SchulG).

## Befugnisse
Im Rahmen der Wahrnehmung der Aufgaben können – soweit erforderlich – auch Maßnahmen nach dem Infektionsschutzgesetz getroffen werden. So können beispielsweise Schüler, deren Verbleib in der Schule eine konkrete Gefahr für die Gesundheit anderer bedeutet, dauerhaft oder vorübergehend vom Unterricht ausgeschlossen werden (in NRW gemäß § 54 Abs. 4 Satz 1 SchulG). Eine solche Maßnahme kommt insbesondere bei Infektionskrankheiten in Betracht (z. B. Pandemie, Masern, Kopfläuse).